# Falkland (Carolina do Norte)
Falkland é uma cidade  localizada no estado norte-americano de Carolina do Norte, no Condado de Pitt.

## Demografia
Segundo o censo norte-americano de 2000, a sua população era de 112 habitantes.
Em 2006, foi estimada uma população de 109, um decréscimo de 3 (-2.7%).

## Geografia
De acordo com o United States Census Bureau tem uma área de 0,6 km², dos quais 0,6 km² cobertos por terra e 0,0 km² cobertos por água. Falkland localiza-se a aproximadamente 25 m acima do nível do mar.

## Localidades na vizinhança
O diagrama seguinte representa as localidades num raio de 16 km ao redor de Falkland.